# Hitech (Magazin)
hi!tech ist ein von der Siemens AG Österreich herausgegebenes Technologie- und Wissenschafts-Magazin. Das Heft erscheint dreimal im Jahr mit einer Auflage von 25.000 Stück und beschäftigt sich mit neuen Technologien und Forschungsergebnissen mit Schwerpunkt auf Nachhaltigkeit.
Das Magazin wurde 1996 gegründet und ist in ausgewählten Trafiken in Österreich um 2,50 € erhältlich. Das Heft gibt es gedruckt auf Deutsch, es ist als E-Book mit multimedialem Zusatz-Content im Internet in Englisch und in neun südosteuropäischen Sprachen abrufbar.
Seit März 2010 wird das Magazin von einem Blog begleitet, das in kürzerer Form über aktuelle Entwicklungen und Forschung aus Unternehmen, Forschungsinstituten und Hochschulen berichtet.